# Distância genética
Distância genética é uma medida da diferença de material genético entre diferentes espécies ou indivíduos da mesma espécie ou não.
Toda a vida se baseia na molécula de herança genética, o DNA (ácido desoxirribonucleico, cuja sigla provém do nome em inglês). Cada molécula de DNA codifica uma cadeia de genes caracterizante em cada espécie e a cada indivíduo. 
Ao comparar o percentual da diferença entre genes ou sequências de DNA de função desconhecida de diferentes espécies, um valor pode ser obtido, que é a medida da distância genética. Dependendo da diferença, e para corrigir este conhecido taxas de evolução, a distância genética pode ser usada como uma ferramenta para construir cladogramas mostrando a árvore genealógica de todos os seres vivos.
Existem vários métodos para definir a distância genética. Uma distância genética é medida pela fórmula:
D = -log (Ig)
A quantidade Ig é chamado de "identidade genética" ou "similaridade genética", e definido como:
Ig = I ÷ # loci
Onde
I = (Pix . Piy) : ( Pix²Piy²)½
Pix é a proporção do alelo I na população X, Piy é a proporção do alelo I na população Y.

## Exemplos
O fato de que a distância genética entre chimpanzés e humanos é de cerca de 5% (significando que as espécies compartilham 95% de material genético), sugere que as espécies tiveram um ancestral comum há cerca de 5 milhões de anos, e que chimpanzés estão mais relacionados a humanos do que gorilas e orangotangos, os quais possuem maiores distâncias genéticas.